# Línea 11 (Metrovalencia)
El 20 de febrero de 2021 se anunció el proyecto de la L11 de Metrovalencia que unirá la Ciudad de las Artes y las Ciencias con Neptú, pasando por el Puente de L’Assut de L’Or, dando servicio al Corte Inglés de la avenida de Francia y al Centro Comercial Aqua en la calle de Menorca, así como a la calle de Juan Verdeguer, uniéndose a la línea 10 en la parada Grau La Marina con las líneas 6 y 8 y acabando en la parada Neptú.
El 3 de mayo de 2022, se anunció que la Línea 11 discurrirá en sentido de ida por la avenida del Puerto y de vuelta por la calle Juan Verdeguer.

## Lugares a los que la línea dará servicio
- Ciudad de las Artes y de las Ciencias
- Centro Comercial Aqua
- Puerto de Valencia
- Barrio del Grau-Canyamelar
- Marina de Valencia